# بانک سرمایه‌گذاری بارکلیز
بانک سرمایه‌گذاری بارکلیز (انگلیسی: Barclays Investment Bank) شرکت سرمایه‌گذاری بریتانیایی است، که در سال ۱۹۹۷ توسط بانک بارکلیز تأسیس شد.